# Fabianiinae
Fabianiinae es una subfamilia de foraminíferos bentónicos de la familia Cymbaloporidae, de la superfamilia Planorbulinoidea, del suborden Rotaliina y del orden Rotaliida. Su rango cronoestratigráfico abarca desde el Paleoceno superior hasta la Eoceno superior.

## Clasificación
Fabianiinae incluye a los siguientes géneros:
- Eofabiania †
- Fabiania †
- Gunteria †

Otros géneros considerados en Fabianiinae son:
- Eodictyoconus †, aceptado como Fabiania
- Tschoppina †, aceptado como Fabiania